# Kigomera
Kigomera är ett vattendrag i Burundi.   Det ligger i provinsen Gitega, i den centrala delen av landet, 60 kilometer sydost om huvudstaden Bujumbura.
Omgivningarna runt Kigomera är en mosaik av jordbruksmark och naturlig växtlighet. Runt Kigomera är det tätbefolkat, med 286 invånare per kvadratkilometer.